# Trung tâm Thương mại Thế giới số 7
Trung tâm Thương mại Thế giới số 7, hay còn gọi là Trung tâm Thương mại Quốc tế số 7 (tiếng Anh: 7 World Trade Center, vắn tắt là 7 WTC) là một trong những tòa nhà tọa lạc tại vùng Trung tâm Thương mại Thế giới thuộc vùng Hạ Manhattan của Thành phố New York thuộc tiểu bang New York, Hoa Kỳ. Đây là tòa nhà thứ hai được xây dựng cùng với tên và địa điểm tọa lạc cũ. Bản thiết kế gốc được hoàn thành năm 1987 và sau đó tòa nhà bị sụp đổ sau khi tòa tháp đôi bị phá hủy vào sự kiện khủng bố Trung tâm Thương mại Thế giới ngày 11 tháng 9. Tòa nhà Trung tâm Thương mại Thế giới số 7 hiện tại được mở cửa lại từ năm 2006 và hiện là một phần của tòa nhà cũ. Tất cả các tòa nhà đều được đầu tư bởi Larry Silverstein, cũng là người có nhiều văn phòng, cao ốc cho thuê tại Cảng Authority của New York và New Jersey.
Tòa nhà Trung tâm Thương mại Thế giới số 7 gốc từng có 47 tầng, được sơn màu đỏ, và được xây dựng trên nền móng hình thang. Một lối đi trên cao từng được sử dụng làm cầu nối giữa tòa nhà với các khu trung tâm mua bán của Trung tâm Thương mại. Tòa nhà nằm phía trên trạm điện áp của công ty Consolidated Edison (Con Ed), bị hạn chế xây dựng theo lối độc đáo. Khi tòa nhà được đưa vào sử dụng từ năm 1987, Silverstein đã khó có thể thu hút những công ty cần thuê chi nhánh. Năm 1988, Salomon Brothers đăng ký thuê văn phòng dài hạn, và là công ty chính tại tòa nhà này. Vào ngày 11 tháng 9 năm 2001, tòa nhà bị phá hủy thành các mảnh vụn khi Tòa tháp Bắc của tháp đôi ngay gần đó sụp đổ xuống. Những mảnh vụn cũng gây ra các vụ hỏa hoạn và tiếp tục cháy tại các tầng phía bên dưới cho tới tận buổi chiều. Hệ thống phòng cháy chữa cháy của tòa nhà cũng bị thiếu hụt, và bị sụp đổ hoàn toàn vào 5:21:10 chiều.
Việc xây dựng lại Trung tâm Thương mại Thế giới số 7 được bắt đầu năm 2002 và hoàn tất vào năm 2006. Tòa nhà có 49 tầng, và là tòa nhà cao thứ 28 tại Thành phố New York. Nó được xây trên một nền móng nhỏ hơn tòa nhà cũ, cho phép Phố Greenwich của khu dân cư TriBeCa được tu sửa lại, xuyên qua Trung tâm Thương mại Thế giới và hướng về phía Nam, tới Công viên Battery. Tòa nhà mới được tọa lạc trên bốn con đường của Manhattan: Greenwich, Vesey, Washington và Barclay. Một công viên nhỏ trên đường Greenwich từng là một phần của nền móng tòa nhà cũ. Bản thiết kế của tòa nhà Trung tâm Thương mại Thế giới số 7 hiện nay được nhấn mạnh là an toàn, với cốt lõi bằng bê tông cốt thép, cầu thang rộng rãi hơn, với một lớp chống lửa dày hơn làm từ các cột thép. Nó cũng kết hợp nhiều tính năng thân thiện với môi trường. Đây là tòa nhà thương mại đầu tiên của Mỹ được Lãnh đạo Thiết kế Năng lượng và Môi trường (Leadership in Energy and Environmental Design - LEED) của Hội đồng Công trình xanh của Mỹ, cấp chứng nhận, với hạng vàng. Tòa nhà cũng là một trong những dự án đầu tiên được chấp thuận là một phần trong những dự án của Chương trình Thử nghiệm dành cho Lãng đạo Thiết kế Năng lượng và Môi trường - Phát triển Trong và Ngoài của Hội đồng (Council's Pilot Program for Leadership in Energy and Environmental Design – Core and Shell Development - LEED-CS)

## Tòa nhà cũ (1983-2001)

Những hệ giàn cố định di chuyển được sử dụng tại tầng 5-7 để sắp xếp lại cách phân bố.

Tòa nhà Trung tâm Thương mại Thế giới số 7 cũ là một tòa nhà có 47 tầng, được thiết kế bởi Emery Roth and Sons, với mặt tiền bên ngoài làm bằng đá hoa cương màu đỏ. Chiều cao của tòa nhà từng là 610 feet (190 mét), với nền móng hình thang có kích thước dài 330 ft. (100 m) và rộng 140 ft. (43 m). Tishman Realty & Construction quản lý việc xây dựng của tòa nhà, bắt đầu từ năm 1983. Vào tháng 3 năm 1987, tòa nhà được đưa vào sử dụng, trở thành công trình thứ 17 của Trung tâm Thương mại Thế giới.
Tòa nhà được xây dựng bên trên trạm điện áp cao của Công ty Consolidated Edison đã tồn tại từ năm 1967. Trạm điện có một quỹ xe kéo moóc được thiết kế để chuyên chở các vật liệu xây dựng dự toán của 25 tầng với diện tích 600.000 ft. vuông (56.000 m²). Bản thiết kế cuối cùng cho tòa nhà lớn hơn nhiều so với lúc trạm điện áp đang được xây dựng. Kết cấu thiết kế của Trung tâm Thương mại Thế giới số 7 vì thế mà bao gồm một hệ thống cột với những hệ giàn cố định và xà nhà được di chuyển, nằm giữa tầng 5 và tầng 7, để di chuyển hàng hóa tới những cơ sở nhỏ hơn. Những chiếc xe kéo moóc đã được sử dụng từ năm 1967, cùng với những chiếc mới để chuyên cung cấp vật tư cho việc xây dựng tòa nhà. Tầng 5 có chức năng như lớp đỡ của cấu trúc, cung cấp hàng hóa có độ bền cao và được phân loại giữa những chiếc xe kéo moóc mới và cũ. Phía trên tầng 7, cấu trúc của tòa nhà được thiết kế với các khung ống dạng điển hình, với các cột ở bên trong lõi và bên ngoài chu vi, và các vật bên trong cũng được bố cục bằng các hệ thống thứ yếu quanh chu vi.

### Sụp đổ trong sự kiện 11 tháng 9 năm 2001
Việc Trung tâm Thương mại Thế giới số 7 bị sụp đổ một cách thẳng tuột đối xứng, trong thời gian rất ngắn đo được trên các đoạn phim quay cảnh này là từ 6,5 đến 7 giây

, xấp xỉ bằng thời gian rơi tự do trong chân không của một quả táo từ độ cao 186 mét (6,2 giây) là một trong những điểm nhấn của phong trào đòi sự thực về vụ 11 Tháng Chín (911 truth movement).
Sau đây là tính toán khá đơn giản cho thời gian rơi tự do từ độ cao 186 mét của một vật bất kỳ với gia tốc trọng trường trên trái đất g = 9.81 m/s²:
Từ công thức của chuyển động nhanh dần đều: 
S = v0 t + 1/2 a t^2, 
khi vận tốc ban đầu v0 bằng 0, độ dài đoạn đường là chiều cao của tòa nhà WTC7, gia tốc của chuyển động nhanh dần đều là gia tốc rơi tự do trên trái đất hay gia tốc trọng trường, ta có:
v0 = 0, S = h = 186 m, a = g = 9.81 m/s² (tại thành phố New York, gia tốc trọng trường tính theo tọa độ của đảo Manhattan 40,7° vĩ bắc, ở ngang với mặt biển, là 9.8167 m/s²)
nên thay các giá trị này vào công thức trên trở thành 
h = 1/2 g t^2 nên t^2 = 2h/g và vì vậy t= sqrt(2h/g) = sqrt(2*186m/9.8167 m/s²)= 6.156s, gần bằng 6,2 giây.